# NGC 1079
NGC 1079 (również PGC 10330) – galaktyka spiralna z poprzeczką (SB0-a/P), znajdująca się w gwiazdozbiorze Pieca. Odkrył ją John Herschel 14 listopada 1835 roku.